# Okres Białogard
Okres Białogard (polsky Powiat białogardzki) je okres v polském Západopomořanském vojvodství. Rozlohu má 845,46 km² a v roce 2019 zde žilo 47 560 obyvatel. Sídlem správy okresu je město Białogard.

## Gminy
Městská:
- Białogard

Městsko-vesnické:
- Karlino
- Tychowo

Vesnická:
- Białogard

## Města
- Białogard
- Karlino
- Tychowo

## Sousední okresy
| Růžice kompasu | Kolobřeh          | Kolobřeh, Koszalin | Košalín    | Růžice kompasu |
| Růžice kompasu | Kolobřeh, Świdwin | Sever              | Koszalin   | Růžice kompasu |
| Růžice kompasu | Kolobřeh, Świdwin | Okres Białogard    | Koszalin   | Růžice kompasu |
| Růžice kompasu | Kolobřeh, Świdwin | Jih                | Koszalin   | Růžice kompasu |
| Růžice kompasu | Świdwin           | Świdwin            | Szczecinek | Růžice kompasu |